# Lijst van Stolpersteine in Leidschendam-Voorburg

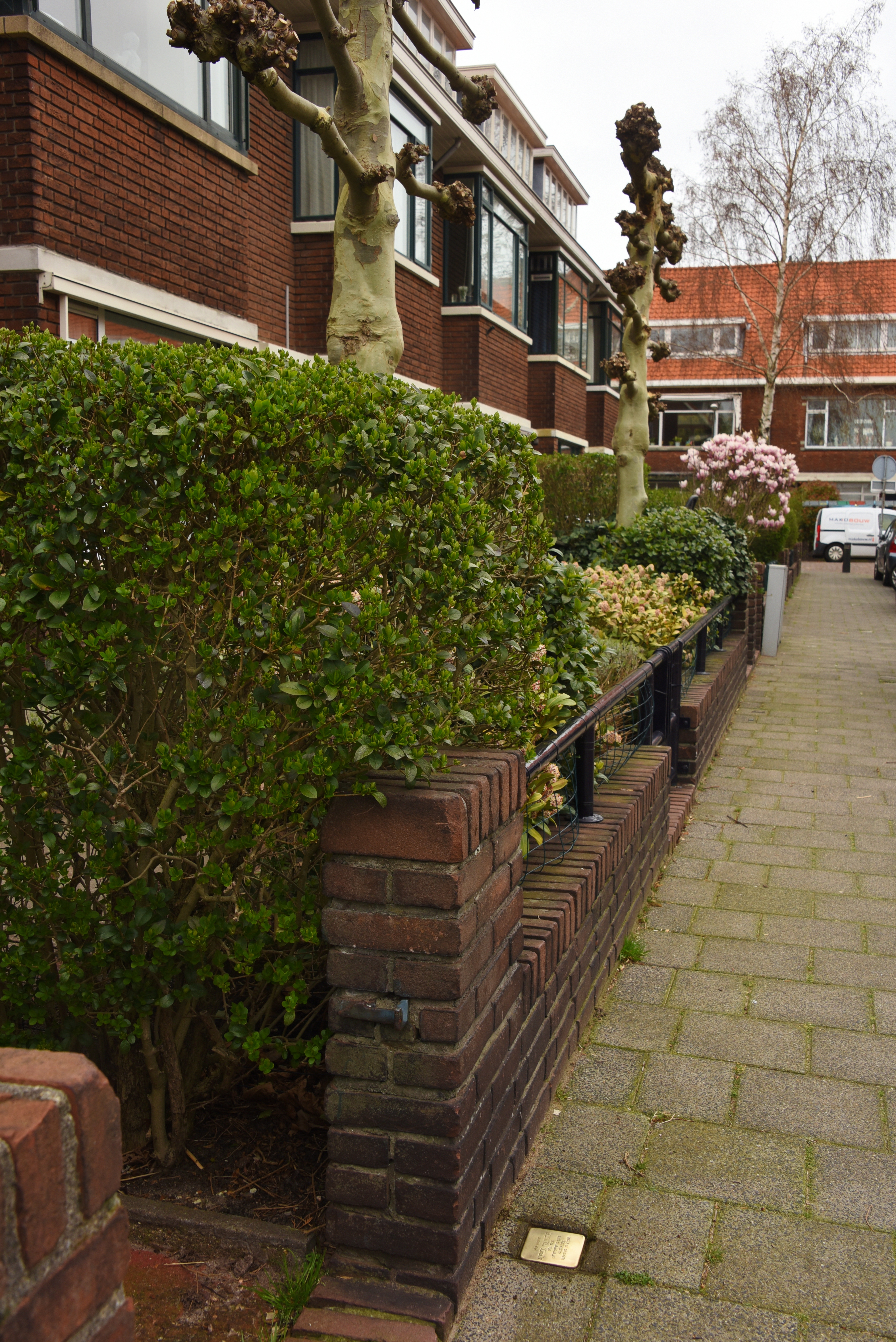
Stolperstein in Voorburg voor Alfred Goldsteen

De lijst van Stolpersteine in Leidschendam-Voorburg geeft een overzicht van de gedenkstenen in de gemeente Leidschendam-Voorburg in de Nederlandse provincie Zuid-Holland die zijn geplaatst in het kader van het Stolpersteine-project van de Duitse beeldhouwer-kunstenaar Gunter Demnig.
Stolpersteine zijn opgedragen aan slachtoffers van het nationaalsocialisme, al diegenen die zijn vervolgd, gedeporteerd, vermoord, gedwongen te emigreren of tot zelfmoord gedreven door het nazi-regime. Demnig legt voor elk slachtoffer een aparte steen, meestal voor de laatste zelfgekozen woning.
Omdat het Stolpersteine-project doorloopt, kan deze lijst onvolledig zijn.

## Stolpersteine
In de gemeente Leidschendam-Voorburg liggen 230 Stolpersteine: achttien in Leidschendam en 212 in Voorburg.

### Leidschendam
In Leidschendam liggen achttien Stolpersteine op zeven adressen.

Een Stolperstein op Westvlietweg 76 ligt op grondgebied van gemeente Den Haag.
| Afbeelding | Inscriptie | Adres                      | Herdachte persoon                                 |
| ---------- | --- | -------------------------- | ------------------------------------------------- |
|            | HIER WOONDE BENEDICTUS BAK GEB. 1909 GEDEPORTEERD 1944 UIT WESTERBORK VERMOORD 30.6.1944 AUSCHWITZ                          | Koningin Wilhelminalaan 21 | Benedictus Bak (1909-1944)                        |
|            | JOËL BAK GEB. 11.12.1943 WESTERBORK GEDEPORTEERD 1944 VERMOORD 28.1.1944 AUSCHWITZ                                          | Koningin Wilhelminalaan 21 | Joël Bak (1943-1944)                              |
|            | HIER WOONDE JOSEPH BAK GEB. 1911 GEDEPORTEERD 1943 UIT WESTERBORK VERMOORD 31.3.1944 AUSCHWITZ                              | Koningin Wilhelminalaan 21 | Joseph Bak (1911-1944)                            |
|            | HIER WOONDE DEBORA BAK-LEHRER GEB. 1913 GEDEPORTEERD 1944 UIT WESTERBORK VERMOORD 28.1.1944 AUSCHWITZ                       | Koningin Wilhelminalaan 21 | Debora Bak-Lehrer (1913-1944)                     |
|            | HIER WOONDE ISABELLA WILHELMINA VAN EMBDEN-JACOBS GEB. 1880 GEDEPORTEERD 29-6-1943 UIT WESTERBORK VERMOORD 2-7-1943 SOBIBOR | Meidoornlaan 20            | Isabella Wilhelmina van Embden-Jacobs (1880-1943) |
|            | HIER WOONDE NAATJE DE ZOETE-DE ZOETE GEB. 1872 GEDEPORTEERD 1943 UIT WESTERBORK VERMOORD 16.7.1943 SOBIBOR                  | Westvlietweg 76 (Den Haag) | Naatje de Zoete-de Zoete (1872-1943)              |

### Voorburg
In Voorburg liggen 212 Stolpersteine op 105 adressen.
| Afbeelding | Inscriptie | Adres                        | Herdachte persoon                                 |
| ---------- | --- | ---------------------------- | ------------------------------------------------- |
|            | ALEXANDER ABRAHAMS GEB. 14.9.1943 GEDEPORTEERD 1943 UIT DRANCY VERMOORD 23.11.1943 AUSCHWITZ                                                                                                   | Koningin Wilhelminalaan 405  | Alexander Abrahams (1943-1943)                    |
|            | HIER WOONDE EZRA DANIEL ABRAHAMS GEB. 1907 GEDEPORTEERD 1943 UIT MECHELEN VERMOORD 3.8.1943 AUSCHWITZ                                                                                          | Koningin Wilhelminalaan 405  | Ezra Daniel Abrahams (1907-1943)                  |
|            | HIER WOONDE ISIDOR ABRAHAMS GEB. 16.1.1941 GEDEPORTEERD 1943 UIT DRANCY VERMOORD 23.11.1943 AUSCHWITZ                                                                                          | Koningin Wilhelminalaan 405  | Isidor Abrahams (1941-1943)                       |
|            | HIER WOONDE VIA ALIDA ABRAHAMS- VAN DER KLEI GEB. 1908 GEDEPORTEERD 1943 UIT DRANCY VERMOORD 23.11.1943 AUSCHWITZ                                                                              | Koningin Wilhelminalaan 405  | Via Alida Abrahams-van der Klei (1908-1943)       |
|            | HIER WOONDE WILLIE ADELAAR GEB. 1909 GEDEPORTEERD 1942 UIT WESTERBORK VERMOORD OKT. 1944 AUSCHWITZ                                                                                             | Koningin Wilhelminalaan 508c | Willie Adelaar (1909-1944)                        |
|            | HIER WOONDE HANNIE ADELAAR- KORIJN GEB. 1913 GEDEPORTEERD 1942 UIT WESTERBORK VERMOORD 3.9.1942 AUSCHWITZ                                                                                      | Koningin Wilhelminalaan 508c | Henriëtte Adelaar-Korijn, ook Hannie (1913-1942)  |
|            | HIER WOONDE HARTOG ALLEMANS GEB. 1879 GEDEPORTEERD 1942 UIT WESTERBORK VERMOORD 29.10.1942 AUSCHWITZ                                                                                           | Damsigtstraat 19             | Hartog Allemans (1879-1942)                       |
|            | HIER WOONDE ELIZABETH ALLEMANS-HARTOGS GEB. 1888 GEDEPORTEERD 1942 UIT WESTERBORK VERMOORD 29.10.1942 AUSCHWITZ                                                                                | Damsigtstraat 19             | Elizabeth Wilhelmina Allemans-Hartogs (1888-1942) |
|            | HIER WOONDE LEONARD VAN BIENE GEB. 1875 GEDEPORTEERD 1943 UIT WESTERBORK VERMOORD 2-4-1943 SOBIBOR                                                                                             | Groen van Prinstererlaan 31  | Leonard van Biene (1875-1943)                     |
|            | HIER WOONDE FLORENCE VAN BIENE- DE STERKE GEB. 1875 GEDEPORTEERD 1943 UIT WESTERBORK VERMOORD 2-4-1943 SOBIBOR                                                                                 | Groen van Prinstererlaan 31  | Florence van Biene-de Sterke (1875-1943)          |
|            | HIER WOONDE MARIE BLITZ GEB. 1896 GEDEPORTEERD 1943 UIT WESTERBORK VERMOORD 26-2-1943 AUSCHWITZ                                                                                                | Westeinde 95                 | Marie Blitz (1896-1943)                           |
|            | HIER WOONDE SALOMON BLITS BLOK GEB. 1923 GEDEPORTEERD 29-6-1943 UIT WESTERBORK VERMOORD 2-7-1943 SOBIBOR                                                                                       | Koningin Wilhelminalaan 405a | Salomon Blits (1923-1943)                         |
|            | HIER WOONDE SILVAIN ADRIEN BLOK GEB. 1900 GEDEPORTEERD 1944 UIT WESTERBORK VERMOORD 30-6-1944 MIDDEN-EUROPA                                                                                    | Laan van Leeuwesteyn 32      | Silvain Adrien Blok (1900-1944)                   |
|            | HIER WOONDE RACHEL LINA BLOK GEB. 1928 GEDEPORTEERD 7-9-1943 UIT WESTERBORK VERMOORD 10-9-1943 AUSCHWITZ                                                                                       | Laan van Leeuwesteyn 32      | Rachel Lina Blok (1928-1943)                      |
|            | HIER WOONDE BERTHA BLOK- KUSHERON GEB. 1902 [...] VERMOORD 10-9-1943 AUSCHWITZ | Laan van Leeuwesteyn 32      | Bertha Blok-Kusheron (1902-1943)                  |
|            | | Van Duvenvoordelaan 52       | Sigmund Boekdrukker (1907-1943)                   |
|            | HIER WOONDE HERMINE BONN-HERTZ GEB. 1918 GEDEPORTEERD 1943 UIT WESTERBORK VERMOORD 30.6.1944 AUSCHWITZ                                                                                         | Laan van Leeuwesteyn 22      | Hermine Bonn-Hertz (1918-1944)                    |
|            | | Van de Wateringelaan 231     | Lipman Willy Borenstein (1913-1942)               |
|            | | Van de Wateringelaan 231     | Max Borenstein (1915-1944)                        |
|            | | Van de Wateringelaan 231     | Chajm Bornsztajn (1882-1942)                      |
|            | | Van de Wateringelaan 231     | Seiwe Bornsztajn-Kaminski (1886-1942)             |
|            | HIER WOONDE MARJANA COHEN GEB. 1898 GEDEPORTEERD 1942 UIT WESTERBORK VERMOORD 30-9-1942 AUSCHWITZ                                                                                              | Koningin Wilhelminalaan 30   | Marjana Cohen (1898-1942)                         |
|            | HIER WOONDE MATHILDE COHEN-SPIER GEB. 1869 GEDEPORTEERD 1943 UIT WESTERBORK VERMOORD 9-4-1943 SOBIBOR                                                                                          | Koningin Wilhelminalaan 518  | Mathilde Cohen-Spier (1869-1943)                  |
|            | HIER WOONDE STELLA COHEN GEB. 1902 GEDEPORTEERD 1943 UIT WESTERBORK VERMOORD 9-4-1943 SOBIBOR                                                                                                  | Koningin Wilhelminalaan 518  | Stella Cohen (1902-1943)                          |
|            | HIER WOONDE JACOB JOSEPH COHEN GEB. 1893 GEDEPORTEERD 1943 UIT WESTERBORK VERMOORD 11-6-1943 SOBIBOR                                                                                           | Koningin Wilhelminalaan 518  | Jacob Joseph Cohen (1893-1943)                    |
|            | HIER WOONDE ELISABETH COHEN-FRANK GEB. 1880 GEDEPORTEERD 1943 UIT WESTERBORK VERMOORD 11-6-1943 SOBIBOR                                                                                        | Koningin Wilhelminalaan 518  | Elisabeth Cohen-Frank (1880-1943)                 |
|            | HIER WOONDE AVRAM ZISE COHN GEB. 1904 GEDEPORTEERD 1944 UIT WESTERBORK BEZWEKEN 30-6-1944 MIDDEN-EUROPA                                                                                        | Jacob Catsstraat 16          | Avram Zise Cohn (1904-1944)                       |
|            | | Van Gaesbekestraat 61        | Nico Cohen (1905-1942)                            |
|            | | Van Gaesbekestraat 61        | Vogelina Cohen-Goudsmid (1898-1942)               |
|            | | Van Gaesbekestraat 61        | Jacob Jozef Vissel (1924-1942)                    |
|            | | Van Gaesbekestraat 61        | Adolf Cohen (1932-1942)                           |
|            | HIER WOONDE EMMA VAN DAM GEB. 1937 GEDEPORTEERD 1943 UIT VUGHT VERMOORD 11.6.1943 SOBIBOR | Laan van Nieuw Oosteinde 275 | Emma Rosette van Dam (1937-1943)                  |
|            | HIER WOONDE MAURITS VAN DAM GEB. 1903 GEDEPORTEERD 1943 UIT VUGHT VERMOORD 16.7.1943 SOBIBOR                                                                                                   | Laan van Nieuw Oosteinde 275 | Maurits van Dam (1903-1943)                       |
|            | HIER WOONDE RACHEL VAN DAM- LEONS GEB. 1907 GEDEPORTEERD 1943 UIT VUGHT VERMOORD 11.6.1943 SOBIBOR                                                                                             | Laan van Nieuw Oosteinde 275 | Rachel van Dam-Leons (1907-1943)                  |
|            | HIER WOONDE ANDRIES VAN DAELEN GEB. 1891 GEDEPORTEERD 1943 UIT WESTERBORK VERMOORD 13.3.1943 SOBIBOR                                                                                           | Potgieterlaan 11             | Andries Samson van Daelen (1891-1943)             |
|            | HIER WOONDE LOUIS VAN DAELEN GEB. 1933 GEDEPORTEERD 1943 UIT WESTERBORK VERMOORD 13.3.1943 SOBIBOR                                                                                             | Potgieterlaan 11             | Louis Jean Simon van Daelen (1933-1943)           |
|            | HIER WOONDE MINKA VAN DAELEN- COLTOF GEB. 1893 GEDEPORTEERD 1943 UIT WESTERBORK VERMOORD 13.3.1943 SOBIBOR                                                                                     | Potgieterlaan 11             | Minka van Daelen-Coltof (1893-1943)               |
|            | HIER WOONDE ABRAHAM DAGLOONDER GEB. 1914 GEDEPORTEERD 1942 UIT WESTERBORK VERMOORD 30-9-1942 AUSCHWITZ                                                                                         | Koningin Wilhelminalaan 350  | Abraham Dagloonder (1914-1942)                    |
|            | HIER WOONDE CATO DAGLOONDER- HUISMAN GEB. 1917 GEDEPORTEERD 1942 UIT WESTERBORK VERMOORD 19-8-1942 AUSCHWITZ                                                                                   | Koningin Wilhelminalaan 350  | Cato Dagloonder-Huisman (1917-1942)               |
|            | HIER WOONDE JONAS DAGLOONDER GEB. 7-2-1940 GEDEPORTEERD 1942 UIT WESTERBORK VERMOORD 19-8-1942 AUSCHWITZ                                                                                       | Koningin Wilhelminalaan 350  | Jonas Dagloonder (1940-1942)                      |
|            | HIER WOONDE ELIZABETH ELIAZAR GEB. 1916 GEDEPORTEERD 1943 UIT WESTERBORK VERMOORD 22.10.1943 AUSCHWITZ                                                                                         | Opwijckstraat 17             | Elizabeth Sientje Eliazar (1916-1943)             |
|            | HIER WOONDE FRANCINA ELIAZAR GEB. 1920 GEDEPORTEERD 1943 UIT WESTERBORK VERMOORD 11.6.1943 SOBIBOR                                                                                             | Opwijckstraat 17             | Francina Engelina Eliazar (1920-1943)             |
|            | HIER WOONDE HARTOG ELIAZAR GEB. 1889 GEDEPORTEERD 1943 UIT WESTERBORK VERMOORD 19.2.1943 AUSCHWITZ                                                                                             | Opwijckstraat 17             | Hartog Eliazar (1889-1943)                        |
|            | HIER WOONDE ANNA ELIAZAR- VAN KAM GEB. 1887 GEDEPORTEERD 1943 UIT WESTERBORK VERMOORD 19.2.1943 AUSCHWITZ                                                                                      | Opwijckstraat 17             | Anna Eliazar-van Kam (1887-1943)                  |
|            | | Van Naeltwijckstraat 121     | Mozes Engelander (1900-1942)                      |
|            | | Van Naeltwijckstraat 121     | Rosette Engelander-Leeuwarden (1901-1942)         |
|            | | Van Naeltwijckstraat 121     | Henri Nathan Engelander (1931-1942)               |
|            | | Van Naeltwijckstraat 121     | Sofia Klara Jacobs (1925-1942)                    |
|            | HIER WOONDE JUDITH FRESCO GEB. 1891 [...] VERMOORD 9-4-1943 SOBIBOR | Van Heurnstraat 158          | Judith Fresco (1891-1943)                         |
|            | HIER WOONDE HARTOG VAN GELDER GEB. 1926 GEDEPORTEERD 1944 UIT WESTERBORK VERMOORD 30-6-1944 MIDDEN-EUROPA                                                                                      | Van Halewijnlaan 107         | Hartog van Gelder (1926-1944)                     |
|            | HIER WOONDE ALFRED GOLDSTEEN GEB. 1906 GEDEPORTEERD 1944 MAUTHAUSEN VERMOORD 10.4.1945 | Rhijnvis Feithstraat 1       | Alfred Goldsteen (1906-1945)                      |
|            | HIER WOONDE FREDERIKA GOUDSMIT-STORK GEB. 1883 GEDEPORTEERD 1944 UIT WESTERBORK VERMOORD 6-3-1944 AUSCHWITZ                                                                                    | Koningin Wilhelminalaan 426  | Frederika Goudsmit-Stork (1883-1944)              |
|            | HIER WOONDE LEON GOUDSMIT GEB. 1911 GEDEPORTEERD 1944 UIT WESTERBORK VERMOORD 31-10-1944 AUSCHWITZ                                                                                             | Koningin Wilhelminalaan 426  | Leon Goudsmit (1911-1944)                         |
|            | HIER WOONDE SYBILLA GOUDSMIT-MANHEIM GEB. 1917 GEDEPORTEERD 1944 UIT WESTERBORK BEZWEKEN 29-1-1945 AUSCHWITZ                                                                                   | Koningin Wilhelminalaan 426  | Sybilla Goudsmit-Manheim (1917-1945)              |
|            | HIER WOONDE FRIJDA GOUDSMIT GEB. 1927 GEDEPORTEERD 1944 UIT WESTERBORK VERMOORD 31-7-1944 AUSCHWITZ                                                                                            | Koningin Wilhelminalaan 426  | Frijda Goudsmit (1927-1944)                       |
|            | HIER WOONDE JOHAN LEON GOUDSMIT GEB. 1895 GEDEPORTEERD 1944 UIT WESTERBORK VERMOORD 6-3-1944 AUSCHWITZ                                                                                         | Oosteinde 205                | Johan Leon Goudsmit (1895-1944)                   |
|            | HIER WOONDE MOZES RICHARD HAKKERT GEB. 1894 GEDEPORTEERD 1943 UIT DRANCY VERMOORD 9.3.1943 SOBIBOR                                                                                             | Oosteinde 301                | Mozes Richard Hakkert (1894-1943)                 |
|            | HIER WOONDE PHILIP MAX HAKKERT GEB. 1920 GEDEPORTEERD 1943 UIT DRANCY VERMOORD 9.3.1943 SOBIBOR                                                                                                | Oosteinde 301                | Philip Max Hakkert (1920-1943)                    |
|            | | Van Naeltwijckstraat 40      | Joseph den Hartogh (1878-1942)                    |
|            | | Van Naeltwijckstraat 40      | Jacob den Hartogh (1907-1942)                     |
|            | | Van Naeltwijckstraat 40      | Max Paul den Hartogh (1933-1942)                  |
|            | | Van Naeltwijckstraat 40      | Sonja Jacqueline den Hartogh (1936-1942)          |
|            | HIER WOONDE CARINA HERTZ GEB. 1933 GEDEPORTEERD 1943 UIT WESTERBORK VERMOORD 10.3.1943 AUSCHWITZ                                                                                               | Laan van Leeuwesteyn 22      | Carina Hertz (1933-1943)                          |
|            | HIER WOONDE JAAP HERMAN HERTZ GEB. 1923 GEDEPORTEERD 1942 VERMOORD 13.11.1942 MAUTHAUSEN | Laan van Leeuwesteyn 22      | Jaap Herman Hertz (1923-1942)                     |
|            | HIER WOONDE JACQUES GUSTAVE HERTZ GEB. 1895 GEDEPORTEERD 1943 UIT WESTERBORK VERMOORD 31.3.1944 AUSCHWITZ                                                                                      | Laan van Leeuwesteyn 22      | Jacques Gustave Hertz (1895-1944)                 |
|            | HIER WOONDE RELA HERTZ-HEIJMANS GEB. 1892 GEDEPORTEERD 1943 UIT WESTERBORK VERMOORD 10.9.1943 AUSCHWITZ                                                                                        | Laan van Leeuwesteyn 22      | Rela Hertz-Heijmans (1892-1943)                   |
|            | | Koningin Wilhelminalaan 399  | Michiel Hildesheim (1913-1945)                    |
|            | | Koningin Wilhelminalaan 199  | Benjamin Hurwicz (1885-1944)                      |
|            | | Nicolaas Beetslaan 14        | Marcus Israël (1873-1943)                         |
|            | | Van de Wateringelaan 3       | Abraham Italiaander (1902-1942)                   |
|            | | Van de Wateringelaan 3       | Aaltje Italiaander-Muijs (1905-1942)              |
|            | | Van de Wateringelaan 3       | Salomon Italiaander (1928-1942)                   |
|            | | Van de Wateringelaan 3       | Jacques Italiaander (1932-1942)                   |
|            | | Van de Wateringelaan 3       | Emile Italiaander (1935-1942)                     |
|            | | Van Matenessestraat 9        | Eva de Jong-Nathans (1875-1943)                   |
|            | HIER WOONDE DESIRÉE MARIE KLEIN GEB. 1934 GEDEPORTEERD 5-10-1942 UIT WESTERBORK VERMOORD 8-10-1942 AUSCHWITZ                                                                                   | Tollenskade 35               | Désirée Marie Klein (1934-1942)                   |
|            | HIER WOONDE MORITZ KLEIN GEB. 1899 GEDEPORTEERD 5-10-1942 UIT WESTERBORK VERMOORD 31-8-1943 MIDDEN-EUROPA                                                                                      | Tollenskade 35               | Moritz Klein (1899-1943)                          |
|            | HIER WOONDE ROEDIE DAVID KLEIN GEB. 1931 GEDEPORTEERD 5-10-1942 UIT WESTERBORK VERMOORD 8-10-1942 AUSCHWITZ                                                                                    | Tollenskade 35               | Roedie David Klein (1931-1942)                    |
|            | HIER WOONDE ROSETTA KLEIN-STAD GEB. 1897 GEDEPORTEERD 5-10-1942 UIT WESTERBORK VERMOORD 8-10-1942 AUSCHWITZ                                                                                    | Tollenskade 35               | Rosetta Klein-Stad (1897-1942)                    |
|            | HIER WOONDE CHEL KONIJN GEB. 1905 GEDEPORTEERD 1943 UIT WESTERBORK VERMOORD 2.7.1943 SOBIBOR                                                                                                   | Koningin Wilhelminalaan 405a | Chel Konijn (1905-1943)                           |
|            | HIER WOONDE LOUIS KONIJN GEB. 1880 GEDEPORTEERD 1943 UIT WESTERBORK VERMOORD 21.5.1943 SOBIBOR                                                                                                 | Koningin Wilhelminalaan 405a | Louis Konijn (1880-1943)                          |
|            | | Van Montfoortstraat 33       | Maurits Kuckulus                                  |
|            | HIER WOONDE LEON KUKENHEIM GEB. 1899 GEDEPORTEERD 1943 UIT WESTERBORK VERMOORD 23.7.1943 SOBIBOR                                                                                               | Prinses Mariannelaan 226     | Leon Kukenheim (1899-1943)                        |
|            | HIER WOONDE SARA KUKENHEIM- VAN DER HAM GEB. 1907 GEDEPORTEERD 1943 UIT WESTERBORK VERMOORD 23.7.1943 SOBIBOR                                                                                  | Prinses Mariannelaan 226     | Sara Kukenheim-van der Ham (1907-1943)            |
|            | HIER WOONDE JACOB VAN LEEUWEN GEB. 1911 GEDEPORTEERD 8-2-1944 UIT WESTERBORK BEZWEKEN 30-6-1944 MIDDEN-EUROPA                                                                                  | Van Heurnstraat 27           | Jacob van Leeuwen (1911-1944)                     |
|            | HIER WOONDE BELLA VAN LEEUWEN- STERN GEB. 1911 GEDEPORTEERD 8-2-1944 UIT WESTERBORK VERMOORD 11-2-1944 AUSCHWITZ                                                                               | Van Heurnstraat 27           | Bella van Leeuwen-Stern (1911-1944)               |
|            | | Van Naeltwijckstraat 86      | David de Levie (1912-1943)                        |
|            | | Van Naeltwijckstraat 86      | Doortje de Levie-Polak (1880-1942)                |
|            | HIER WOONDE AREND SAMUEL MEIJERS GEB. 1899 ONDERGEDOKEN 'HET VERSCHOLEN DORP' GEFUSILLEERD 31.10.1944 VIERHOUTEN                                                                               | Vijverhof 16                 | Arend Samuel Meijers (1899-1944)                  |
|            | HIER WOONDE JOHN ROEDOLF MEIJERS GEB. 10.7.1938 ONDERGEDOKEN 'HET VERSCHOLEN DORP' GEFUSILLEERD 31.10.1944 VIERHOUTEN                                                                          | Vijverhof 16                 | John Roedolf Meijers (1938-1944)                  |
|            | HIER WOONDE HANS MEULEMAN GEB. 1913 GEDEPORTEERD 1944 UIT MECHELEN VERMOORD 2.5.1945 MAUTHAUSEN-MELK                                                                                           | Hoekwaterstraat 134          | Hans Meuleman (1913-1945)                         |
|            | HIER WOONDE YVONNE MEULEMAN- JESSURUN LOBO GEB. 1912 GEDEPORTEERD 1944 UIT MECHELEN BEZWEKEN 25.2.1945 AUSCHWITZ                                                                               | Hoekwaterstraat 134          | Yvonne Meuleman-Jessurun Lobo (1912-1945)         |
|            | HIER WOONDE JACOB MUIJS GEB. 1906 GEDEPORTEERD 1943 UIT WESTERBORK VERMOORD 30-4-1943 AUSCHWITZ                                                                                                | Van Heurnstraat 216          | Jacob Muijs (1906-1943)                           |
|            | HIER WOONDE SAMSON MUIJS GEB. 1907 GEDEPORTEERD 1942 UIT WESTERBORK VERMOORD 30.9.1942 AUSCHWITZ                                                                                               | Van Alphenstraat 116         | Samson Muijs (1907-1942)                          |
|            | HIER WOONDE SONJA MUIJS GEB. 3.10.1940 GEDEPORTEERD 1942 UIT WESTERBORK VERMOORD 19.8.1942 AUSCHWITZ                                                                                           | Van Alphenstraat 116         | Sonja Muijs (1940-1942)                           |
|            | HIER WOONDE JUDITH MUIJS- BOSBOOM GEB. 1909 GEDEPORTEERD 1942 UIT WESTERBORK VERMOORD 19.8.1942 AUSCHWITZ                                                                                      | Van Alphenstraat 116         | Judith Muijs-Bosboom (1909-1942)                  |
|            | HIER WOONDE BRUNO NEUHOF GEB. 1888 GEDEPORTEERD 1943 UIT WESTERBORK VERMOORD 25-10-1944 AUSCHWITZ                                                                                              | Van de Wervestraat 4         | Bruno Neuhof (1888-1944)                          |
|            | HIER WOONDE HANS NEUHOF GEB. 1929 GEDEPORTEERD 1943 UIT WESTERBORK VERMOORD 18-10-1944 AUSCHWITZ                                                                                               | Van de Wervestraat 4         | Hans Neuhof (1929-1944)                           |
|            | HIER WOONDE PETER NEUHOF GEB. 1924 GEDEPORTEERD 1944 UIT WESTERBORK VERMOORD 18-1-1945 DACHAU                                                                                                  | Van de Wervestraat 4         | Peter Neuhof (1924-1945)                          |
|            | HIER WOONDE ANNA ORCHUDESCH- WOUDHUIJSEN GEB. 1866 GEDEPORTEERD 1943 UIT WESTERBORK VERMOORD 13.3.1943 SOBIBOR                                                                                 | Buitenrustplein 8            | Anna Orchudesch-Woudhuijsen (1866-1943)           |
|            | | Van Faukenbergestraat 21     | Marianne Ostwald (1911-1942)                      |
|            | | Van Faukenbergestraat 21     | Elisabeth Ostwald-Bacharach (1879-1942)           |
|            | | Koningin Wilhelminalaan 144  | Mietje Pool-Cappel (1872-1943)                    |
|            | | Van Gaesbekestraat 61        | Jeanette Potsdammer (1918-1940)                   |
|            | | Van Gaesbekestraat 61        | Jozef Potsdammer (1919-1940)                      |
|            | | Van Gaesbekestraat 61        | Elsje Potsdammer (1921-1940)                      |
|            | | Van Gaesbekestraat 61        | Fieka Potsdammer-Lezer (1896-1940)                |
|            | HIER WOONDE JETTCHEN VAN DER RHOER- HEINEMANN GEB. 1869 GEDEPORTEERD 1943 UIT WESTERBORK VERMOORD 30-4-1943 SOBIBOR                                                                            | Koningin Wilhelminalaan 342b | Jettchen van der Rhoer-Heinemann (1869-1943)      |
|            | HIER WOONDE BERNARD ROZENTHAL GEB. 1864 GEDEPORTEERD 18-5-1943 UIT WESTERBORK VERMOORD 21-5-1943 SOBIBOR                                                                                       | Agrippinastraat 6            | Bernard Rozenthal (1864-1943)                     |
|            | HIER WOONDE SIENTJE ROZENTHAL-BROMET GEB. 1874 GEDEPORTEERD 18-5-1943 UIT WESTERBORK VERMOORD 21-5-1943 SOBIBOR                                                                                | Agrippinastraat 6            | Sientje Rozenthal-Bromet (1874-1943)              |
|            | | Van Faukenbergestraat 120    | Elisabeth Sarluis (1894-1943)                     |
|            | HIER WOONDE BAREND SCHUIJER GEB. 1939 GEDEPORTEERD 1943 UIT WESTERBORK VERMOORD 12.2.1943 AUSCHWITZ                                                                                            | Van Heurnstraat 165          | Barend Schuijer (1939-1943)                       |
|            | HIER WOONDE RACHEL SCHUIJER GEB. 25.11.1941 GEDEPORTEERD 1943 UIT WESTERBORK VERMOORD 12.2.1943 AUSCHWITZ                                                                                      | Van Heurnstraat 165          | Rachel Schuijer (1941-1943)                       |
|            | HIER WOONDE BETSY SCHUIJER- BEKKER GEB. 1916 GEDEPORTEERD 1943 UIT WESTERBORK VERMOORD 12.2.1943 AUSCHWITZ                                                                                     | Van Heurnstraat 165          | Betsy Schuijer-Bekker (1916-1943)                 |
|            | HIER WOONDE FERDINAND SILBERBERG GEB. 1881 GEVLUCHT 1933 UIT DUITSLAND GEDEPORTEERD 1944 UIT WESTERBORK THERESIENSTADT VERMOORD 12-10-1944 AUSCHWITZ                                           | Laan van Leeuwesteyn 90      | Ferdinand Silberberg (1881-1944)                  |
|            | HIER WOONDE LILLY BETTY SILBERBERG-SCHMITT GEB. 1884 GEVLUCHT 1933 UIT DUITSLAND GEDEPORTEERD 1944 UIT WESTERBORK THERESIENSTADT VERMOORD 12-10-1944 AUSCHWITZ                                 | Laan van Leeuwesteyn 90      | Lilly Betty Silberberg-Schmitt (1884-1944)        |
|            | HIER WOONDE LEENDERT ABRAHAM VAN DER SLUIS GEB. 1918 GEDEPORTEERD 1942 UIT WESTERBORK VERMOORD 30-9-1942 AUSCHWITZ                                                                             | Jacob Catsstraat 13          | Leendert Abraham van der Sluis (1918-1942)        |
|            | HIER WOONDE EVA VAN DER SLUIS- HARTOG GEB. 1878 GEDEPORTEERD 23-2-1943 UIT WESTERBORK VERMOORD 26-2-1943 AUSCHWITZ                                                                             | Jacob Catsstraat 13          | Eva van der Sluis-Hartog (1878-1943)              |
|            | HIER WOONDE GERARDINA MARGARETHA SMITS-SERVERUS GEB. 1897 VERZETSSTRIJDER GEARRESTEERD 7-12-1942 GEÏNTERNEERD 'ORANJEHOTEL' SCHEVENINGEN GEDEPORTEERD 29-5-1943 VERMOORD 8.11.1943 RAVENSBRÜCK | Waalhofflaan 8               | Gerardina Margaretha Smits-Serverus (1897-1943)   |
|            | | Van Gaesbekestraat 27        | Joseph Spreekmeester (1901-1943)                  |
|            | | Van Gaesbekestraat 27        | Esther Spreekmeester-Kater (1905-1943)            |
|            | HIER WOONDE SAMUEL STAD GEB. 1910 GEDEPORTEERD 1942 UIT WESTERBORK VERMOORD 30-9-1942 AUSCHWITZ                                                                                                | Jacob Catsstraat 13          | Samuel Stad (1910-1942)                           |
|            | HIER WOONDE VROUWKE STAD GEB. 1935 GEDEPORTEERD 31-8-1942 UIT WESTERBORK VERMOORD 3-9-1942 AUSCHWITZ                                                                                           | Jacob Catsstraat 13          | Vrouwke Stad (1935-1942)                          |
|            | HIER WOONDE JOSEPHINA WILHELMINA STAD-VAN DER SLUIS GEB. 1915 GEDEPORTEERD 31-8-1942 UIT WESTERBORK VERMOORD 3-9-1942 AUSCHWITZ                                                                | Jacob Catsstraat 13          | Josephina Stad-van der Sluis (1915-1942)          |
|            | HIER WOONDE JONAS ISIDORE STERN GEB. 1939 GEÏNTERNEERD 22-4-1943 GEDEPORTEERD 7-6-1943 UIT VUGHT VERMOORD 16-6-1943 WESTERBORK                                                                 | Van Halewijnlaan 107         | Jonas Isidore Stern (1939-1943)                   |
|            | HIER WOONDE BAREND SWAAN GEB. 1935 GEDEPORTEERD 25-1-1944 UIT WESTERBORK VERMOORD 28-1-1944 AUSCHWITZ                                                                                          | Hoekenburglaan 33            | Barend Joseph Swaan (1935-1944)                   |
|            | HIER WOONDE NATHAN SWAAN GEB. 1909 GEDEPORTEERD 25-1-1944 UIT WESTERBORK VERMOORD 21-1-1945 MIDDEN-EROPA                                                                                       | Hoekenburglaan 33            | Nathan Swaan (1909-1945)                          |
|            | HIER WOONDE ROBERT SWAAN GEB. 1938 GEDEPORTEERD 25-1-1944 UIT WESTERBORK VERMOORD 28-1-1944 AUSCHWITZ                                                                                          | Hoekenburglaan 33            | Robert Swaan (1938-1944)                          |
|            | HIER WOONDE SOPHIA SWAAN-VAN LIER GEB. 1911 GEDEPORTEERD 25-1-1944 UIT WESTERBORK VERMOORD 28-1-1944 AUSCHWITZ                                                                                 | Hoekenburglaan 33            | Sophia Rosetta Swaan-van Lier (1911-1944)         |
|            | | Koningin Wilhelminalaan 144  | Grietje Swart-de Beer (1878-1943)                 |
|            | HIER WOONDE ALFRED FRITS VECHT GEB. 1931 GEDEPORTEERD 1942 UIT WESTERBORK VERMOORD 9.11.1942 AUSCHWITZ                                                                                         | Buitenrustplein 8            | Alfred Frits Vecht (1931-1942)                    |
|            | HIER WOONDE EMANUEL VECHT GEB. 1892 GEDEPORTEERD 1942 UIT WESTERBORK VERMOORD 31.3.1944 MIDDEN-EUROPA                                                                                          | Buitenrustplein 8            | Emanuel Vecht (1892-1944)                         |
|            | HIER WOONDE HENRI VECHT GEB. 1933 GEDEPORTEERD 1942 UIT WESTERBORK VERMOORD 9.11.1942 AUSCHWITZ                                                                                                | Buitenrustplein 8            | Henri Vecht (1933-1942)                           |
|            | HIER WOONDE JOOSJE VECHT GEB. 7.2.1942 GEDEPORTEERD 1942 UIT WESTERBORK VERMOORD 9.11.1942 AUSCHWITZ                                                                                           | Buitenrustplein 8            | Joost Edward Vecht ook Joosje (1942-1942)         |
|            | HIER WOONDE ESTHER VECHT- ORCHUDESCH GEB. 1900 GEDEPORTEERD 1942 UIT WESTERBORK VERMOORD 9.11.1942 AUSCHWITZ                                                                                   | Buitenrustplein 8            | Esther Vecht-Orchudesch (1900-1942)               |
|            | HIER WOONDE MANUS VEGA GEB. 1907 GEDEPORTEERD 1943 UIT WESTERBORK OMGEKOMEN 31-3-1944 MIDDEN-EUROPA                                                                                            | Koningin Wilhelminalaan 342b | Manus Vega (1907-1944)                            |
|            | HIER WOONDE BERNHARDINE VEGA-VAN DER RHOER GEB. 1908 GEDEPORTEERD 1943 UIT WESTERBORK VERMOORD 3-9-1943 AUSCHWITZ                                                                              | Koningin Wilhelminalaan 342b | Bernhardine Vega-van der Rhoer (1908-1943)        |
|            | HIER WOONDE ISAÄC ALVARES VEGA GEB. 1938 GEDEPORTEERD 1943 UIT WESTERBORK VERMOORD 3-9-1943 AUSCHWITZ                                                                                          | Koningin Wilhelminalaan 342b | Isaäc Alvares Vega (1938-1943)                    |
|            | HIER WOONDE ISAÄC VERVEER GEB. 1893 GEDEPORTEERD 1942 UIT WESTERBORK VERMOORD 30-9-1942 AUSCHWITZ                                                                                              | Van Heurnstraat 3c           | Isaäc Verveer (1893-1942)                         |
|            | HIER WOONDE LIEPMAN ALEXANDER VOS GEB. 1878 GEDEPORTEERD 1943 UIT WESTERBORK VERMOORD 5-3-1943 SOBIBOR                                                                                         | Westeinde 95                 | Liepman Alexander Vos (1878-1943)                 |
|            | HIER WOONDE ROSALIE VOS-FRIEDLÄNDER GEB. 1895 GEDEPORTEERD 1943 UIT WESTERBORK VERMOORD 5-3-1943 SOBIBOR                                                                                       | Westeinde 95                 | Rosalie Vos-Friedländer (1895-1943)               |
|            | HIER WOONDE JOSEPHINE VROMEN GEB. 1929 GEDEPORTEERD 1943 UIT WESTERBORK VERMOORD 16-7-1943 SOBIBOR                                                                                             | Koningin Wilhelminalaan 30   | Josephine Vromen (1929-1943)                      |
|            | HIER WOONDE MARIE VROMEN GEB. 1926 GEDEPORTEERD 1943 UIT WESTERBORK VERMOORD 11-6-1943 SOBIBOR                                                                                                 | Koningin Wilhelminalaan 30   | Marie Vromen (1926-1943)                          |
|            | HIER WOONDE MOZES VROMEN GEB. 1897 GEDEPORTEERD 1943 UIT WESTERBORK VERMOORD 16-7-1943 SOBIBOR                                                                                                 | Koningin Wilhelminalaan 30   | Mozes Vromen (1897-1943)                          |
|            | HIER WOONDE SOPHIA VROMEN-VAN DAM GEB. 1898 GEDEPORTEERD 1943 UIT WESTERBORK VERMOORD 11-6-1943 SOBIBOR                                                                                        | Koningin Wilhelminalaan 30   | Sophia Vromen-van Dam (1898-1943)                 |
|            | HIER WOONDE BENJAMIN WAISVISZ GEB. 1901 GEDEPORTEERD 1943 UIT WESTERBORK VERMOORD 23.7.1943 SOBIBOR                                                                                            | Molenwijkstraat 8            | Benjamin Waisvisz (1901-1943)                     |
|            | HIER WOONDE JOHN SIDNEY WAISVISZ GEB. 1930 GEDEPORTEERD 1943 UIT WESTERBORK VERMOORD 23.7.1943 SOBIBOR                                                                                         | Molenwijkstraat 8            | John Sidney Waisvisz (1930-1943)                  |
|            | HIER WOONDE SIDNEY JOHN WAISVISZ GEB. 1928 GEDEPORTEERD 1943 UIT WESTERBORK VERMOORD 23.7.1943 SOBIBOR                                                                                         | Molenwijkstraat 8            | Sidney John Waisvisz (1928-1943)                  |
|            | HIER WOONDE SOPHIA WAISVISZ-DRIEVOET GEB. 1897 GEDEPORTEERD 1943 UIT WESTERBORK VERMOORD 23.7.1943 SOBIBOR                                                                                     | Molenwijkstraat 8            | Sophia Julia Waisvisz-Drievoet (1897-1943)        |
|            | HIER WOONDE CLARA WEIJL GEB. 1926 GEDEPORTEERD 1943 UIT WESTERBORK VERMOORD 26-2-1943 AUSCHWITZ                                                                                                | Westeinde 95                 | Clara Weijl (1926-1943)                           |
|            | HIER WOONDE HANNA WEIJL GEB. 1915 GEDEPORTEERD 1942 UIT WESTERBORK VERMOORD 27-8-1942 AUSCHWITZ                                                                                                | Westeinde 95                 | Hanna Weijl (1915-1942)                           |
|            | HIER WOONDE JOSEPH WEIJL GEB. 1889 GEDEPORTEERD 1943 UIT WESTERBORK VERMOORD 26-2-1943 AUSCHWITZ                                                                                               | Westeinde 95                 | Joseph Weijl (1889-1943)                          |
|            | HIER WOONDE SARA ANNA WEIJL-BLITZ GEB. 1894 GEDEPORTEERD 1943 UIT WESTERBORK VERMOORD 26-2-1943 AUSCHWITZ                                                                                      | Westeinde 95                 | Sara Anna Weijl-Blitz (1894-1943)                 |
|            | HIER WOONDE WILLY WEISSGLAS GEB. 1915 GEVLUCHT 1942 FRANKRIJK GEDEPORTEERD 26-8-1942 UIT DRANCY VERMOORD 29-8-1942 AUSCHWITZ                                                                   | Jacob Catsstraat 92          | Willy Weissglas (1915-1942)                       |
|            | HIER WOONDE CLARA JOHANNA WEISSGLAS-WESSEL GEB. 1915 GEVLUCHT 1942 FRANKRIJK GEDEPORTEERD 26-8-1942 UIT DRANCY VERMOORD 29-8-1942 AUSCHWITZ                                                    | Jacob Catsstraat 92          | Clara Johanna Weissglas-Wessel (1915-1942)        |
|            | HIER WOONDE ESPERANCE VAN WEREN GEB. 1929 GEDEPORTEERD 17-8-1942 UIT WESTERBORK VERMOORD 19-8-1942 AUSCHWITZ                                                                                   | Van Heurnstraat 216          | Esperance van Weren (1929-1942)                   |
|            | HIER WOONDE ISAÄC VAN WEREN GEB. 1932 GEDEPORTEERD 17-8-1942 UIT WESTERBORK VERMOORD 19-8-1942 AUSCHWITZ                                                                                       | Van Heurnstraat 216          | Isaäc van Weren (1932-1942)                       |
|            | HIER WOONDE LEVIE VAN WEREN GEB. 1898 GEDEPORTEERD 17-8-1942 UIT WESTERBORK VERMOORD 30-9-1942 AUSCHWITZ                                                                                       | Van Heurnstraat 216          | Levie van Weren (1898-1942)                       |
|            | HIER WOONDE SAL VAN WEREN GEB. 1934 GEDEPORTEERD 17-8-1942 UIT WESTERBORK VERMOORD 19-8-1942 AUSCHWITZ                                                                                         | Van Heurnstraat 216          | Sal van Weren (1934-1942)                         |
|            | HIER WOONDE SARA VAN WEREN GEB. 1927 GEDEPORTEERD 17-8-1942 UIT WESTERBORK VERMOORD 30-9-1942 AUSCHWITZ                                                                                        | Van Heurnstraat 216          | Sara van Weren (1927-1942)                        |
|            | HIER WOONDE MIETJE VAN WEREN-MUIJS GEB. 1901 GEDEPORTEERD 17-8-1942 UIT WESTERBORK VERMOORD 19-8-1942 AUSCHWITZ                                                                                | Van Heurnstraat 216          | Mietje van Weren-Muijs (1901-1942)                |
|            | HIER WOONDE EDELINA WESSEL-REDLICH GEB. 1857 GEDEPORTEERD 1943 UIT WESTERBORK VERMOORD 17-9-1943 AUSCHWITZ                                                                                     | Westeinde 95                 | Edelina Wessel-Redlich (1857-1943)                |
|            | | Pauwstraat 3                 | Rosa Widensky (1879-1942)                         |
|            | HIER WOONDE ELIAS VAN ZUIDEN GEB. 1911 GEDEPORTEERD 1943 UIT WESTERBORK VERMOORD 24-9-1943 AUSCHWITZ                                                                                           | Koningin Wilhelminalaan 427  | Elias van Zuiden (1911-1943)                      |
|            | HIER WOONDE LOUISE VAN ZUIDEN-VAN IJSSEL GEB. 1911 GEDEPORTEERD 1943 UIT WESTERBORK VERMOORD 24-9-1943 AUSCHWITZ                                                                               | Koningin Wilhelminalaan 427  | Louise van Zuiden-van IJssel (1911-1943)          |
|            | HIER WOONDE ABRAHAM JACQUES VAN ZUIDEN GEB. 7-5-1941 GEDEPORTEERD 1943 UIT WESTERBORK VERMOORD 24-9-1943 AUSCHWITZ                                                                             | Koningin Wilhelminalaan 427  | Abraham Jacques van Zuiden (1941-1943)            |
|            | HIER WOONDE SIPPORA KLARA JEANNE VAN ZUIDEN GEB. 7-5-1941 GEDEPORTEERD 1943 UIT WESTERBORK VERMOORD 24-9-1943 AUSCHWITZ                                                                        | Koningin Wilhelminalaan 427  | Sippora Klara Jeanne van Zuiden (1941-1943)       |
|            | HIER WOONDE HENRIETTE VAN IJSSEL GEB. 1919 GEDEPORTEERD 1943 UIT WESTERBORK VERMOORD 9-7-1943 SOBIBOR                                                                                          | Koningin Wilhelminalaan 427  | Henriette van IJssel (1919-1943)                  |
|            | HIER WOONDE LOUISA VAN IJSSEL GEB. 1927 GEDEPORTEERD 1943 UIT WESTERBORK VERMOORD 9-7-1943 SOBIBOR                                                                                             | Koningin Wilhelminalaan 427  | Louisa van IJssel (1927-1943)                     |
|            | | Van de Wateringelaan 194     | Serli Johanna van Zuiden (1898-1943)              |
|            | HIER WOONDE ABRAHAM ZWARENSTEIN GEB. 1889 GEDEPORTEERD 1943 UIT WESTERBORK VERMOORD 14.1.1943 AUSCHWITZ                                                                                        | Parkweg 228                  | Abraham Zwarenstein (1889-1943)                   |
|            | HIER WOONDE JACOB ZWARENSTEIN GEB. 1886 GEDEPORTEERD 1942 UIT WESTERBORK VERMOORD 29.10.1942 AUSCHWITZ                                                                                         | Prinses Mariannelaan 75      | Jacob Zwarenstein (1886-1942)                     |
|            | HIER WOONDE LION ZWARENSTEIN GEB. 1892 GEDEPORTEERD 1943 UIT WESTERBORK VERMOORD 30.4.1943 SOBIBOR                                                                                             | Prinses Mariannelaan 75      | Lion Zwarenstein (1892-1943)                      |
|            | HIER WOONDE SIMON ZWARENSTEIN GEB. 1915 GEDEPORTEERD 1943 UIT DRANCY VERMOORD 28.3.1943 SOBIBOR                                                                                                | Parkweg 228                  | Simon Zwarenstein (1915-1943)                     |
|            | HIER WOONDE SUZE ZWARENSTEIN- DE LEEUW GEB. 1899 GEDEPORTEERD 1943 UIT WESTERBORK VERMOORD 30.4.1943 SOBIBOR                                                                                   | Prinses Mariannelaan 75      | Suze Zwarenstein-de Leeuw (1899-1943)             |
|            | HIER WOONDE ROZETTA ZWARENSTEIN- DEN HARTOGH GEB. 1887 GEDEPORTEERD 1943 UIT WESTERBORK VERMOORD 14.1.1943 AUSCHWITZ                                                                           | Parkweg 228                  | Rozetta Zwarenstein-den Hartogh (1887-1943)       |

## Data van plaatsingen
- 20 juni 2018: Rhijnvis Feithstraat 1
- 22 april 2020/21: plaatsingen op 7 locaties in Voorburg en Leidschendam
- 4 oktober 2021: 40 Stolpersteine
- 3 oktober 2022: 40 Stolpersteine[199]
- 2 oktober 2023: Voorburg, Agrippinastraat 6, Van Halewijnlaan 107, Van Heurnstraat 3c, 27, 158 en 216, Hoekenburglaan 33, Jacob Catsstraat 13, 16 en 92, Laan van Leeuwesteyn 32 en 90, Tollenskade 35; Leidschendam, een Stolperstein op Meidoornlaan 20
- 30 mei 2024: een Stolperstein op Waalhofflaan 8 in Voorburg
- 30 september 2024: 43 Stolpersteine bij 19 adressen in Voorburg[200]
- 7 mei 2025: Leidschendam, 28 Stolpersteine en een herplaatsing
- 8 mei 2025: Leidschendam, twee Stolpersteine; Voorburg, vijftien Stolpersteine

De werkgroep Stolpersteine Leidschendam-Voorburg, gestart op initiatief van oud-burgemeester Michiel van Haersma Buma, is in 2020 begonnen met het plaatsen van stenen. In 2025 is het project afgesloten. Er is dan voor ieder huis in Leidschendam-Voorburg waar Joodse oorlogsslachtoffers hebben gewoond een steen geplaatst. Er zijn tijdens de Tweede Wereldoorlog 234 Joden uit Leidschendam en Voorburg omgekomen.

## Fotogalerij

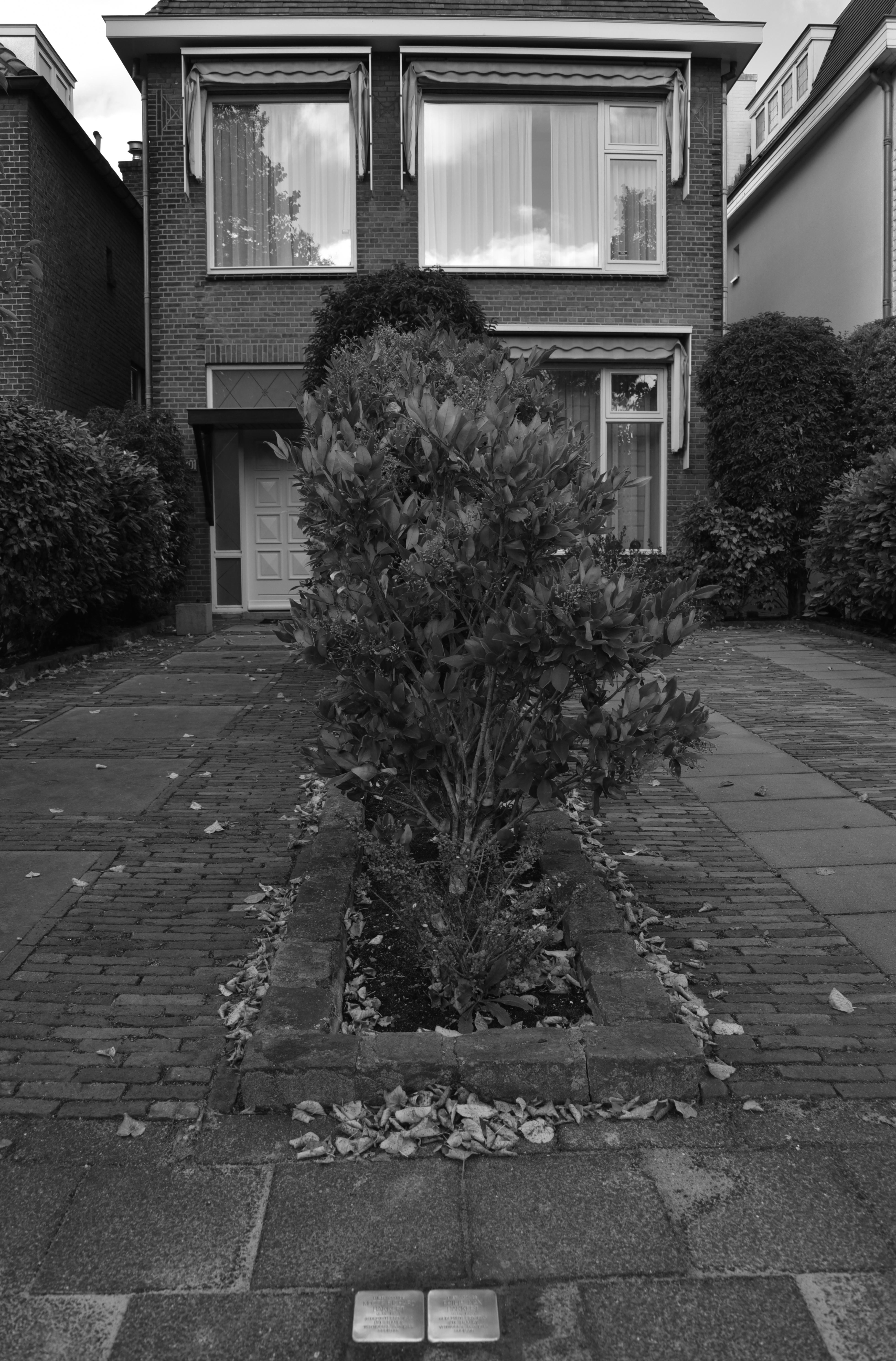
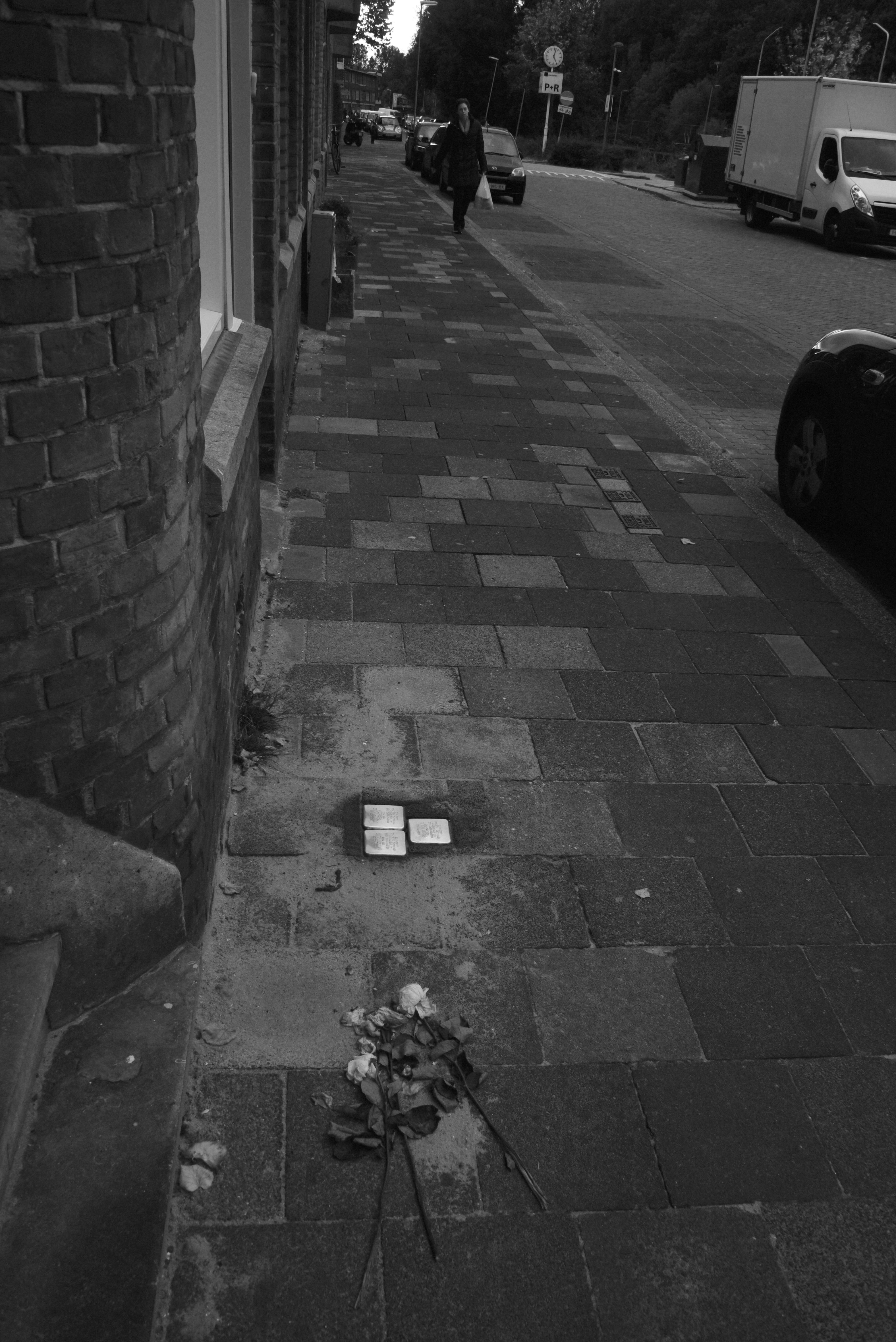
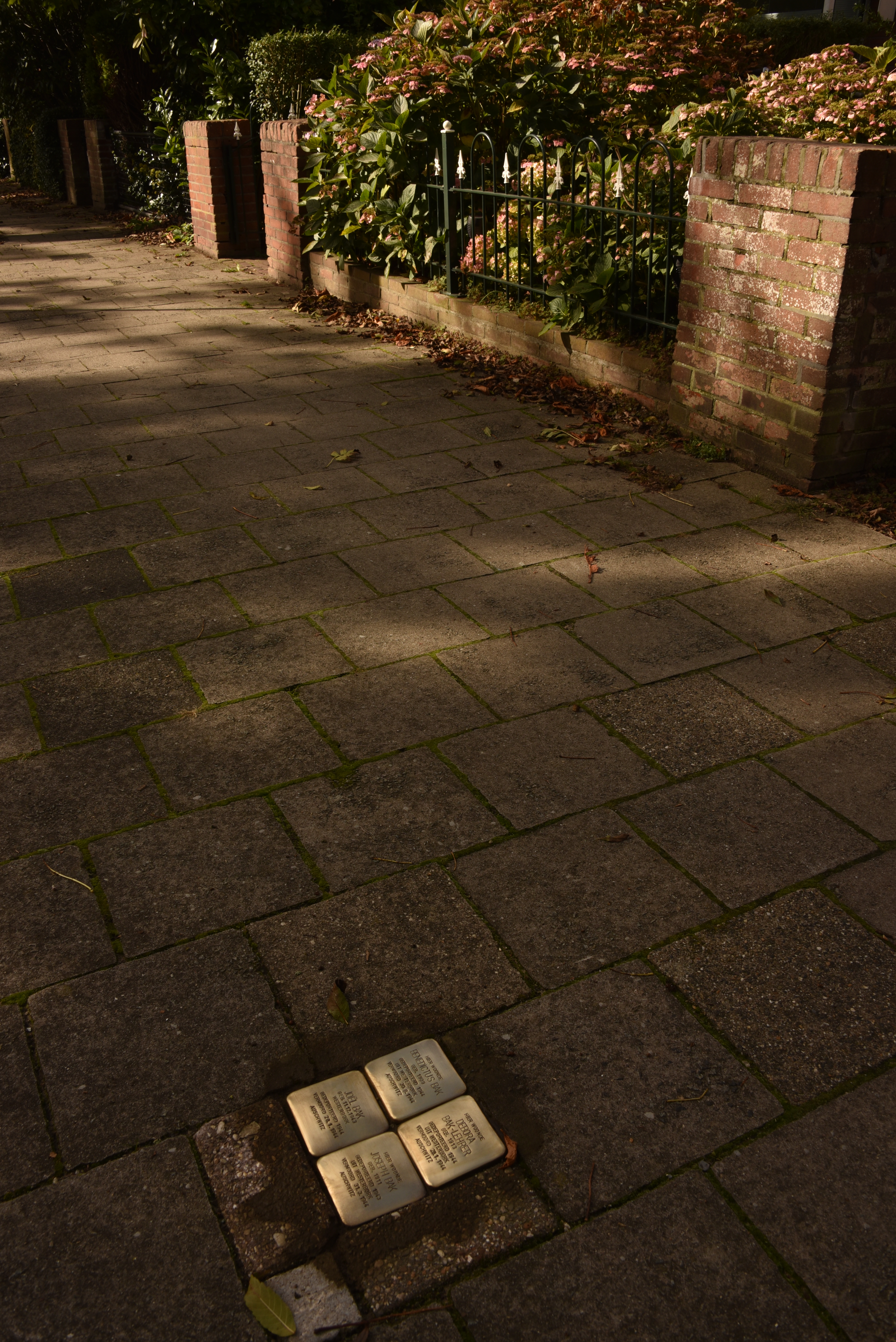
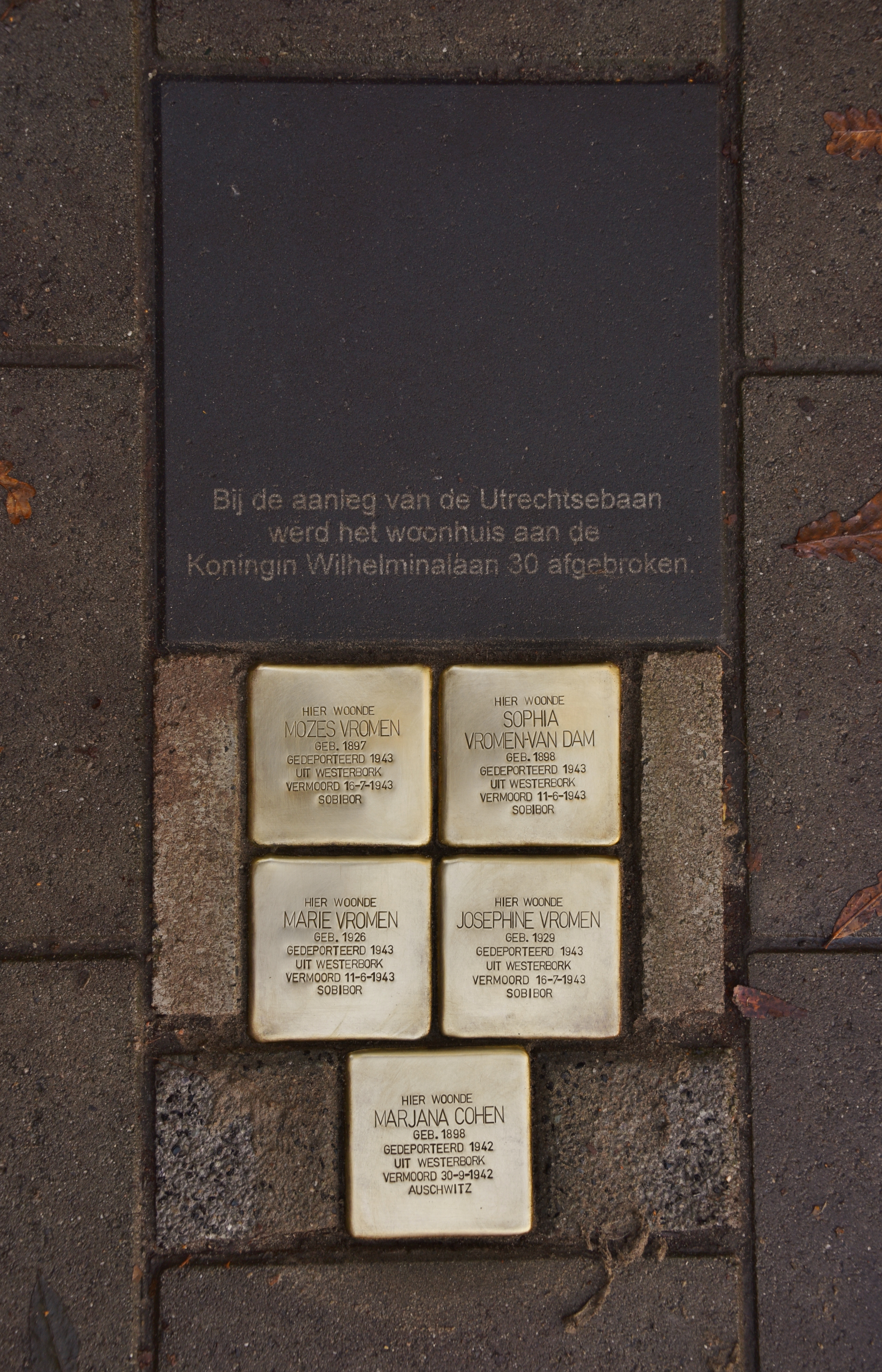